# К-506 «Зеленоград»
| К-506 «Зеленоград» | К-506 «Зеленоград»                                                         | К-506 «Зеленоград»                                                         |
| --- | -------------------------------------------------------------------------- | -------------------------------------------------------------------------- |
| К-506 «Зеленоград» |                                                                            |                                                                            |
| |                                                                            |                                                                            |
| Схематичне зображення підводного човна проєкту 667БДР «Кальмар», до якого належав К-506 «Зеленоград»                                                                                   |                                                                            |                                                                            |
| Верф | завод № 402, Сєверодвінськ                                                 | завод № 402, Сєверодвінськ                                                 |
| Під прапором | СРСР Росія                                                                 | СРСР Росія                                                                 |
| Належність | Військово-морський флот СРСР · Військово-морські сили Російської Федерації | Військово-морський флот СРСР · Військово-морські сили Російської Федерації |
| Порт приписки | Вілючинськ, Бухта Крашеніннікова, Західна Ліца                             | Вілючинськ, Бухта Крашеніннікова, Західна Ліца                             |
| На честь | Зеленоград                                                                 | Зеленоград                                                                 |
| Закладений | 29 грудня 1975                                                             | 29 грудня 1975                                                             |
| Спуск на воду | 26 березня 1979                                                            | 26 березня 1979                                                            |
| Введений до складу флоту | 30 листопада 1979                                                          | 30 листопада 1979                                                          |
| Перейменований | 15 вересня 1998 року присвоєне найменування «Зеленоград»                   | 15 вересня 1998 року присвоєне найменування «Зеленоград»                   |
| Виведений зі складу флоту | у липні 2010 року виведений зі складу флоту                                | у липні 2010 року виведений зі складу флоту                                |
| На службі | 1979–2010                                                                  | 1979–2010                                                                  |
| Сучасний статус | 2016 року утилізований                                                     | 2016 року утилізований                                                     |
| Бойовий досвід | Холодна війна                                                              | Холодна війна                                                              |
| Проєкт |                                                                            |                                                                            |
| Тип ПЧ | багатоцільовий атомний підводний човен                                     | багатоцільовий атомний підводний човен                                     |
| Розробник проєкту | ЦКБМТ «Рубін»                                                              | ЦКБМТ «Рубін»                                                              |
| Головний конструктор | Ковальов С. М.                                                             | Ковальов С. М.                                                             |
| Класифікація НАТО | Delta III                                                                  | Delta III                                                                  |
| Основні характеристики |                                                                            |                                                                            |
| Швидкість (надводна) | 14 вузлів (27 км/год)                                                      | 14 вузлів (27 км/год)                                                      |
| Швидкість (підводна) | 24 вузла (47 км/год)                                                       | 24 вузла (47 км/год)                                                       |
| Робоча глибина занурення | 320 м                                                                      | 320 м                                                                      |
| Автономність плавання | 90 діб                                                                     | 90 діб                                                                     |
| Екіпаж | 130 осіб                                                                   | 130 осіб                                                                   |
| Розміри |                                                                            |                                                                            |
| Довжина найбільша (по КВЛ) | 155 м                                                                      | 155 м                                                                      |
| Ширина корпусу найб. | 11,7 м                                                                     | 11,7 м                                                                     |
| Середня осадка (по КВЛ) | 8,7 м                                                                      | 8,7 м                                                                      |
| Водотоннажність надводна | 10 600 т                                                                   | 10 600 т                                                                   |
| Водотоннажність підводна | 16 000 т                                                                   | 16 000 т                                                                   |
| Силова установка |                                                                            |                                                                            |
| Атомна: 2 × водо-водяних ректори ВМ-4С 2 ГТЗА з ешелонним розташуванням по 20 000 к.с. 2 АТГ по 3000 кВт кожен, 2 групи АБ, 2 ДГ ДГ-460 по 460 кВт, 2 електродвигуни економічного ходу |                                                                            |                                                                            |
| Гвинти | 2                                                                          | 2                                                                          |
| Потужність | 180 МВт                                                                    | 180 МВт                                                                    |
| Озброєння |                                                                            |                                                                            |
| Торпедно- мінне озброєння | 4 ТА калібру 533-мм (16 торпед)                                            | 4 ТА калібру 533-мм (16 торпед)                                            |
| Ракетне озброєння | ракетний комплекс Д-9Р з БРПЧ 16 ракет Р-29Р                               | ракетний комплекс Д-9Р з БРПЧ 16 ракет Р-29Р                               |
| ППО | 2 × ПЗРК «Стріла-2М»                                                       | 2 × ПЗРК «Стріла-2М»                                                       |

К-506 «Зеленоград» (рос. К-506 «Зеленоград») — радянський/російський багатоцільовий атомний підводний човен проєкту 667БДР «Кальмар». Закладений 29 грудня 1975 року на заводі № 402 у Сєверодвінську під заводським номером 393. 26 березня 1979 року спущений на воду. 30 листопада 1979 року включений до складу Тихоокеанського флоту ВМФ СРСР. 15 вересня 1998 року у зв'язку із встановленням шефства човен було перейменовано на «Зеленоград»; з того ж року — підшефний корабель міста.

## Історія служби
24 січня 1979 року К-506 увійшов до складу 13-ї дивізії 3-ї флотилії підводних човнів Північного флоту, що базувалася на базі Оленья Губа. У червні — липні 1979 року виконував завдання у Гренландському морі, перебуваючи під льодом 8 діб.
З 18 серпня по 19 жовтня 1981 року здійснив підлідний трансарктичний міжфлотський перехід із губи Ягельна (м. Гаджієво) в бухту Крашенинникова (м. Вілючинськ) з несенням бойової служби і 10 листопада 1981 року був зарахований до складу Тихоокеанського флоту. Командир переходу — віцеадмірал Л. А. Матушкін.
1990 року К-506 здобув приз Головного командування ВМФ з ракетної підготовки.
15 вересня 1998 року за погодженням з адміністрацією міста Зеленограда було перейменовано човен на «Зеленоград»; з того ж року — підшефний корабель міста.
У липні 2010 року корабель було виведено зі складу Тихоокеанського флоту та утилізовано у 2016 році на Далекосхідному заводі «Звєзда».